# 郝蕾
郝 蕾（ハオ・レイ、1978年11月1日 - ）は、中国の女優。

## 経歴
1978年11月1日、吉林省に生まれる。2000年、上海演劇学院俳優科を卒業する。
2006年、『天安門、恋人たち』で主演を務める。2010年、『4枚目の似顔絵』で第47回金馬奨最優秀助演女優賞を受賞する。

## フィルモグラフィー

### 映画
- 天安門、恋人たち（2006年）
- 4枚目の似顔絵（2010年）
- 一万年愛してる（2010年）
- 二重生活（2012年）
- 最愛の子（2014年）
- 黄金時代（2014年）
- ナミヤ雑貨店の奇蹟 再生（2017年）
- 春潮（2019年）
- この夏の先には（2021年）

### テレビ
- 少年黄飛鴻 ヤング・ホァン・フェイホン・ストーリー（2003年）
- 地下鉄の恋（2006年）

## 受賞
- 2010年 - 第47回金馬奨 - 最優秀助演女優賞（『4枚目の似顔絵』）